# Kandisocker

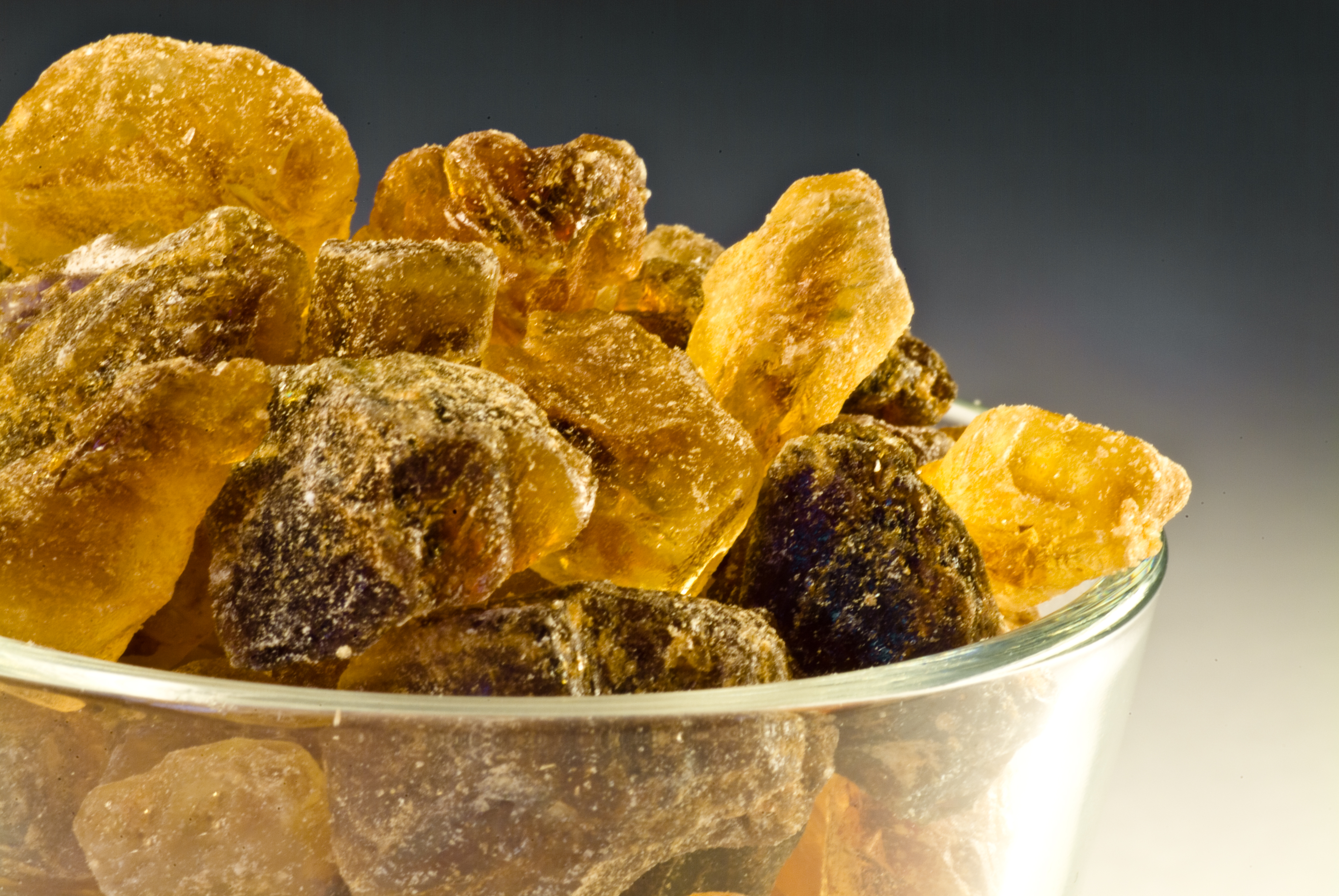
Kandisocker av traditionell färg.

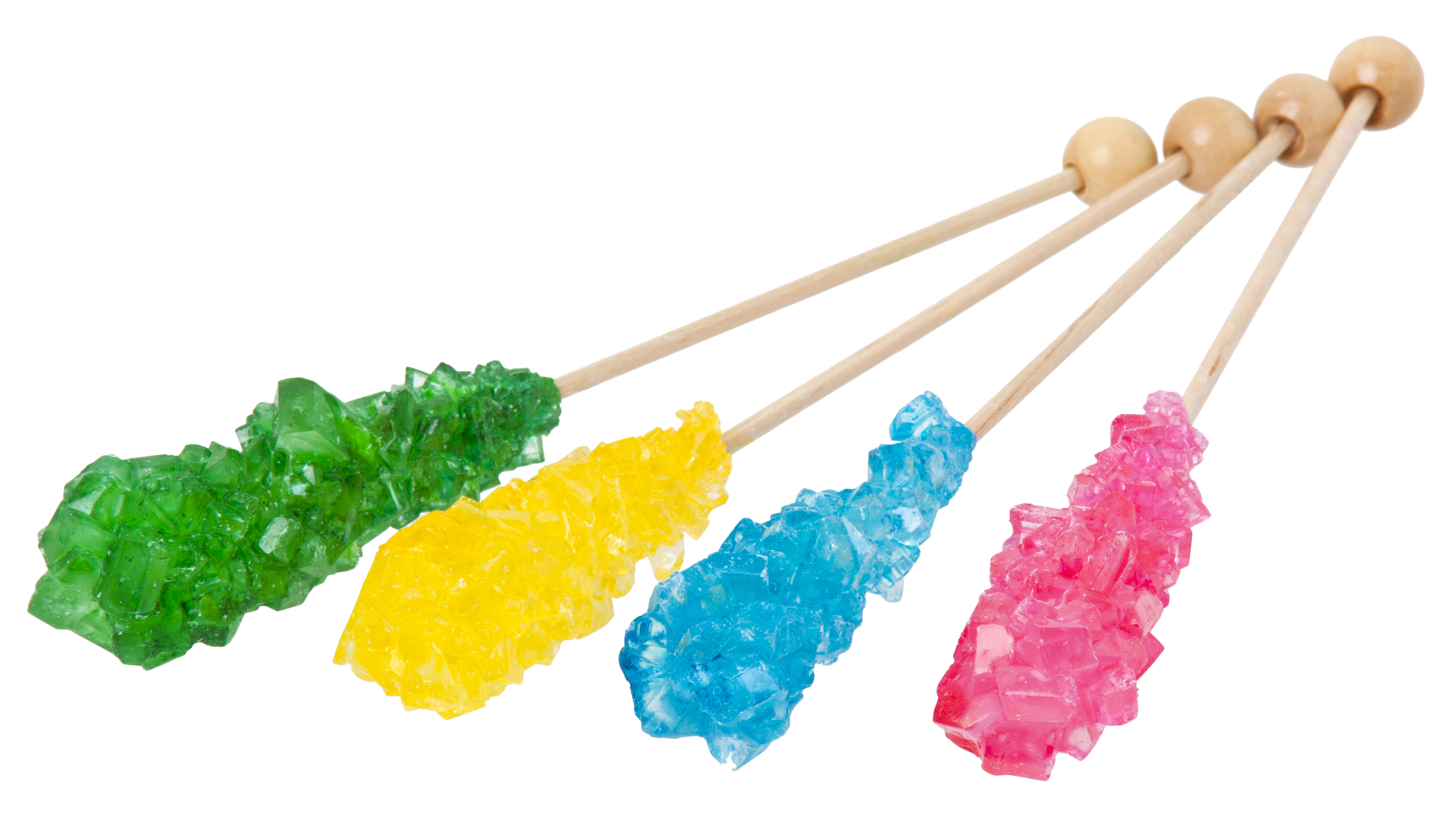
Kandisocker på en pinne.

Kandisocker (Kandi, franska candi, av arabiska kand, sanskrit khanda), även kallat bröstsocker, är ett godis som huvudsakligen består av kristalliserat rörsocker, och har stora gulbruna kristaller av varierande storlek.
Kandisocker har tillverkats sedan mycket länge i Indien och Persien, normalt genom att trådar hängs ner i en övermättad sockerlösning, varefter kristallerna växer kring dessa trådar. Redan i äldre tid förekom att tillsatser användes som gav sockret färg eller aromer.
Kandisocker kan färgas med karamellfärg för att få en kraftigare färg.

## Övriga användningsområden
Kandisocker används av belgiska ölbryggare i starka ölsorter som ale, klosteröl och trappistöl, vilket inkluderar klosterbryggda dubbel- och trippel-öl samt Biere de Gardes. Det gemensamma för dessa öl är att de är alkoholstarka (6 till 10 procent alkohol i volym) och har begränsad fyllighet. Avsaknaden av fyllighet beror på att kandisocker endast ger alkohol vid jäsning utan att direkt tillföra någon smak.